# 鄺繼勳烈士墓
鄺繼勳烈士墓位於四川省巴中市通江縣，文物遺址年代判定為1984年。2012年7月16日公佈為四川省文物保護單位。鄺繼勳烈士墓位於四川省巴中市通江縣麻石鎮黃梁坎村伴二溝，基坐西向東，面寬5.24米，長18.31米，占地面積95.94平方米。1933年6月，原川陝省臨時革命委員會主席鄺繼勳在洪口鎮關帝廟被“肅反”殺害後推至崖下，遺體被部下連夜偷運至錚二溝秘密埋葬。《通江縣誌》載：1984年秋，中共麻石區委、區公所和麻石鄉黨委、政府，發動群眾，自籌資金，為鄺繼勳烈士壘墳、立碑，墓前建石院壩，壩周圍安砌石欄籽。該墓由墓家及陪碑組成，基為土家，封土呈橢圓形，塊石砌牆。現墓由葉岩磚壘砌，面寬1.54米，通高1.85米，長3.5米；墓前水泥拜台中立有1984年建造的方座四角攢尖頂碑一座，通高2.6米，碑兩層方座，碑身四方，面刻“鄺繼勳烈士之墓”及立碑單位和立碑年款，後刻生平，左右刻毛泽东“紅軍不怕遠征難，萬水千山只等閒，為有犧牲多壯志，敢教日月換新天”草書詩詞。鄺繼勳，1931年10月任紅二十五軍軍長，紅四方面軍進入川陝邊後，任川陝省臨時革命委員會主席，後又調任通江縣軍事指揮長。1994年，鄺繼勳烈士墓被通江縣人民政府公佈為縣級文物保護單位。